# Vostok 1
Vostok 1 (rusko Восток-1, Vzhod 1) je bil del sovjetskega vesoljskega programa Vostok. To je bila prva vesoljska odprava s človeško posadko. V krožnico okoli Zemlje so ga izstrelili 12. aprila 1961 in je ponesel edinega kozmonavta majorja Jurija Aleksejeviča Gagarina, prvega človeka, ki je potoval nad Zemljinim ozračjem in prvega v krožnici planeta.

## Uvod v odpravo
Načrt za odpravo s človeško posadko se je začel takoj po uspešni izstrelitvi satelita Sputnik-1. V tem času je že potekala vesoljska tekma med ZDA in ZSSR, zato se je Sovjetski zvezi še posebej mudilo čim prej opraviti let s človeško posadko. Zato je začela program Vostok, v katerem je razvijala nosilno raketo, vesoljsko vozilo in začela uriti bodoče kozmonavte. 
Na koncu je bilo izbranih šest kozmonavtov in opravljenih 7 testov vozila Vostok brez človeške posadke, od katerih so bili le trije uspešni, a vseeno ne brez napak. Veeeno je bila sprejeta odločitev, da se izvede misija s človeško posadko. 
Po opravljenih testih je bila v zadnjem trenutku sprejeta odločitev, da bo v vesolje letel Gagarin, nadomestna kozmonavta pa sta bila German Stepanovič Titov in Grigorij Grigorjevič Neljubov.
Sama odprava je predvidevala avtomatsko vodenje, saj niso vedeli, kako bo breztežnostno stanje vplivalo na pilota. Komande za ročno vodenje so bile zaklenjene in Gagarin je dobil kodo za odklepanje v kuverti (1-2-5), ki bi jo lahko uporabil v primeru odpovedi avtomatskega vodenja. Ker je Vstok imel le en zaviralni motor, rezervnega motorja pa zaradi varčevanja s težo ni bilo, je bila orbita načrtovana tako, da bi v primeru odpovedi motorja prišlo do naravnega spuščanja orbite, zato je bila kozmonavtu zagotovljena zaloga kisika in hrane za čas 13 dni.

## Potek odprave
12. aprila 1961 ob 5.30 po moskovskem času so zbudili Gagarina in Titova, jima postregli zajtrk in opravili zadnje zdravniške preiskave. Nato so jima nadeli vesoljsko obleko in ju odpeljali na izstrelilno ploščad. Gagarin je bil nameščen v sedež in približno 40 minut zatem so tehniki zaprli in privijačili vstopno loputo.
Izstrelitev je bila ob 6:07 UTC, oziroma 9:07 po moskovskem času, da bi dosegli pravilen položaj sonca za orientacijo vozila pred vžigom zaviralnega motorja nad zahodnoafriško obalo. Vzlet je bil uspešen, po 2 minutah in 36 sekundah je odpadel zaščitni pokrov s konice rakete, s čimer se je Gagarinu odprl pogled na površje Zemlje. 10 minut po vzletu je prišlo do izklopa motorja tretje stopnje rakete, s čimer je bil Vostok uspešno vtirjen v orbito. Meritve so pokazale, da je točka odzemlja na višini 327 km nad Zemljo, namesto na planiranih 230 km, kar bi pomenilo, da v primeru odpovedi zaviralnega motorja ne bi prišlo do samodejnega vstopa v atmosfero več kot 14 dni, kar bi bilo za Gagarina usodno.
Polet se je nadaljeval čez Pacifik proti jugovzhodu in Vostok je v severnem delu Pacifika vstopil na nočno stran Zemlje. Do takrat še ni imel nobene potrditve s tal o parametrih dosežene orbite. Tudi komunikacija preko kratkovalovnega radia je bila precej otežena, dokler Vostok ni dosegel najvišje točke orbite v bližini Ognjene zemlje. 
Ob 9:50 po moskovskem času je Vostok dosegel področje južnega Atlantika, kjer je začel vstopati v področje dneva. Senzorji sonca so začeli avtomatsko usmerjati vozilo v ustrezen položaj za zaviralni manever. Ob 10:25, pred obalo Angole, se je sprožil zaviralni motor in gorel 40 sekund. Po koncu gorenja motorja je bilo gorivo porabljeno, oksidant pa je uhajal skozi odprte šobe in povzročil nekontrolirano vrtenje Vostoka. Servisni modul se je od pristajalnega modula ločil šele pred začetkom vstopa v atmosfero, vendar sta modula ostala povezana s snopom kablov. Šele nad Egiptom so kabli zgoreli in pristajalni modul je zavzel pravilni položaj za vstop v atmosfero. Pojemki pri vstopu so bili 8 G, čeprav je Gagarin kasneje poročal o pojemkih celo do 10 G. Na višini približno 7 km se je odprla loputa pristajalnega modula in Gagarin se je izstrelil s pomočjo katapultnega sedeža. 
Pristal je v bližini v bližini vasi Smolovka, 26 km jugozahodno od Engelsa, kar je bilo približno 300 km pred predvideno točko.
Povratno kapsulo imajo razstavljeno v muzeju RKK Energija v Kalugi.
| Predhodna odprava: Vostok 1 je bila prva odprava s človeško posadko | Program Vostok | Naslednja odprava: Vostok 2 |